# Жанажол (Казталовский район)
Жанажол (каз. Жаңажол) — село в Казталовском районе Западно-Казахстанской области Казахстана. Административный центр Жанажолского сельского округа. Код КАТО — 274845100.
Село расположено на реке Большой Узень.

## Население
В 1999 году население села составляло 1167 человек (582 мужчины и 585 женщин). По данным переписи 2009 года, в селе проживало 1017 человек (515 мужчин и 502 женщины).